# حسین صادق عابدین
حسین صادق عابدین سیاستمدار و مدیر اجرایی ایرانی و استاندار پیشین فارس و رئیس پیشین فدراسیون بِیس‌بال ایران بوده‌است.

## سوابق علمی
دانش‌آموخته مهندسی عمران از دانشگاه علم و صنعت ایران است.

## سوابق
رئیس اداره امور اقتصادی وزارت امور خارجه، دبیر ستاد هماهنگی روابط اقتصادی خارجی وزارت امور خارجه، شهردار منطقه ۷ در زمان تصدی شهرداری تهران توسط محمود احمدی‌نژاد، دبیری شورای‌عالی مناطق آزاد تجاری-صنعتی و ویژه اقتصادی، معاونت سازمان تربیت بدنی و رئیس فدراسیون بیس بال کشور، از جمله سوابق مدیریتی، سیاسی و اجرایی اوست. وی همچنین مدیریت عامل و ریاست هیئت مدیره شرکت‌های متعدد ساختمانی و سرمایه‌گذاری در بخش‌های خصوصی و دولتی را عهده‌دار بوده است. او در جنگ ایران و عراق حضور داشته است.

## دوران ریاست فدراسیون بِیس‌بال
وی در سال ۱۳۸۵ رئیس فدراسیون بِیس‌بال ایران شد.

## استانداری فارس
وی در مرداد ۱۳۹۰ به جای روح‌الله احمدزاده کرمانی استاندار فارس شد.
انتشار تصاویر وی در بازی فدراسیون بِیس‌بال با دختران حاشیه‌ساز شد.

## اظهار نظر عجیب
حسین صادق عابدین اردیبهشت ماه ۱۳۹۲ با حضور در اتاق بازرگانی شیراز در جمع فعالان اقتصادی فارس و اعضا کمیسیون صنایع و معادن مجلس شورای اسلامی با اشاره به اینکه ۳۰۰ گورخر مصیبتی برای مردم فارس شده‌اند، افزود: به محیط زیست اعلام کرده‌ایم مردم نی‌ریز حاضرند هر کدام یکی از این گورخرها را به خانه خود ببرد و از آن به خوبی محافظت کنند تا شما اجازه بهره‌برداری از این معدن را صادر کنید و جوانان نی‌ریزی از بیکاری نجات یابند."
اظهارات وی با واکنش فعالان محیط زیست و مردم نی‌ریز مواجه شد
همچنین در تخریب بافت تاریخی شیراز در سال ۱۳۹۱ و نابودی شاکله محلات تاریخی شیراز و ده ها خانه تاریخی در خیابان کشی بنام نه دی ،ایشان استاندار فارس بودند .  
از مهمترین دستاوردهای دوران تصدی وی، برآورده شدن آرزوی دیرینه مردم استان فارس، یعنی اتصال این استان به خلیج فارس بود.